# 31344 Agathon
31344 Agathon este o planetă minoră (asteroid), cu un diametru de 40,645 km, din Asteroid troian al lui Jupiter. A fost descoperită pe 30 iulie 1998 la Observatorul Reedy Creek de John Broughton⁠(d). 
Obiectul prezintă o orbită caracterizată de o semiaxă mare de 5,3503183 UAi, o excentricitate de 0,037, o înclinație de 7,47359 ° în raport cu ecliptica.